# Kantatie 40
La Kantatie 40 (in svedese Stamväg 40) è una strada principale finlandese. Ha inizio a Kaarina e si dirige verso ovest, dove si conclude dopo 34 km nei pressi di Naantali. La Kantatie 40 serve principalmente la città di Turku.

## Percorso
La Kantatie 40 tocca i comuni di Lieto, Turku (Oriketo, Aeroporto di Turku, Runosmäki) e Raisio.